# Houquetot
Houquetot – miejscowość i gmina we Francji, w regionie Normandia, w departamencie Sekwana Nadmorska.
Według danych na rok 1990 gminę zamieszkiwało 268 osób, a gęstość zaludnienia wynosiła 66 osób/km² (wśród 1421 gmin Górnej Normandii Houquetot plasuje się na 641. miejscu pod względem liczby ludności, natomiast pod względem powierzchni na miejscu 766.).